# Antoine Walraven
Antoine Antonius Martinus Johannes Walraven (Eindhoven, 11 februari 1967) is een Nederlandse VVD-politicus, bestuurder en organisatieadviseur. Sinds 27 juni 2024 is hij burgemeester van Maasdriel.

## Biografie

### Opleiding en loopbaan
Van 1980 tot 1986 ging Walraven naar het atheneum aan het Augustinianum in Eindhoven. Van 1987 tot 1988 studeerde hij sociale geografie aan de Rijksuniversiteit Utrecht. Van 1988 tot 1993 studeerde hij ruimtelijke ordening en planologie aan de Hogeschool van Utrecht. Hij begon zijn loopbaan in 1993 als planologisch en stedenbouwkundig beleidsmedewerker bij de gemeente Landgraaf.
Van 1998 tot 1999 was Walraven projectleider landelijk gebied bij advies- en ontwerpbureau BRO. Van 1999 tot 2007 was hij projectleider en accountmanager bij het Samenwerkingsverband Regio Eindhoven. Van 2007 tot 2010 was hij accountmanager en commercieel manager bij adviesbureau Louter Projectmanagement.

### Politieke loopbaan
Van 2004 tot 2010 was Walraven lid van de gemeenteraad van Best, vanaf 2009 als VVD-fractievoorzitter. Van 2010 tot 2013 was hij wethouder van Best. In zijn portefeuille had hij Financiën, Economische Zaken, Recreatie en Toerisme. Vanaf 13 juni 2013 was hij burgemeester van Mill en Sint Hubert. Van 1 januari 2014 tot 1 januari 2022 was hij voorzitter van het Regionaal Bureau voor Toerisme Land van Cuijk. Op 1 januari 2022 is Mill en Sint Hubert opgegaan in de fusiegemeente Land van Cuijk waarmee er een eind kwam aan zijn burgemeesterschap.
Van 1 februari 2023 tot 24 januari 2024 was Walraven waarnemend burgemeester van Bernheze. Sinds 27 juni 2024 is hij burgemeester van Maasdriel.

### Loopbaan buiten de politiek
Na de gemeenteraadsverkiezingen van 2022 was Walraven samen met Toon van Asseldonk zowel informateur als formateur in Venray. Zij vormden een coalitieakkoord van VENRAY Lokaal, VVD, D66 en Samenwerking Venray. Vanaf 2022 had Walraven een organisatieadviesbureau genaamd Fairway Advies op het gebied van proces- en projectmanagement en was hij partner bij organisatieadviesbureau Raadhuis Advies. In 2022 werd Walraven ook programmamanager van Roermond Bereikbaar.

### Persoonlijk
Uit een eerder huwelijk heeft Walraven twee zoons. In 2019 hertrouwde hij, uit dit huwelijk heeft hij een zoon en een dochter.